# Die drei Portiermädel
Die drei Portiermädel ist eine deutsche Stummfilmkomödie aus dem Jahre 1925 von Carl Boese mit Hanni Weisse, Maly Delschaft und Helga Molander in den Titelrollen. Die männliche Hauptrolle übernahm Bruno Kastner.

## Handlung
Die verwitwete Frau Breuer arbeitet als Portierfrau in einem gutbürgerlichen Haus am Kurfürstendamm in Berlin. Sie hat drei mittlerweile erwachsene, weitgehend wohlgeratene Töchter. Da ist erstens Amelie, die Älteste, die im Modesalon von Leopold Siedentopf angestellt und von dem Lustgreis verführt wird. Die zweite, Martha, verdingt sich als Wäscherin und ist in Franz verliebt, den Fahrer des vornehmen Hans Brandstetter. Bald heiraten die beiden, und ein Kind ist unterwegs. Das Nesthäkchen Annie arbeitet bei einem Fotografen. Jeden Morgen kutschiert Franz die drei Mädchen mit dem Auto seines Chefs zur Arbeit. Eines Tages kommt Franz zu spät zur Arbeit. Gegenüber seinem Chef gibt er als Grund an, er habe ein Mädchen angefahren. In seinem Misstrauen ob dieser Geschichte verlangt Herr Brandstetter von Franz, besagtes Mädchen sehen zu können. Franz bringt seinen Chef zu eben jener Annie, und beide verlieben sich rasch ineinander. Bald kommt es zwischen den beiden zur Hochzeit. Frau Breuer schämt sich angesichts dieser guten Partie ihrer sozialen Herkunft und quartiert sich vorübergehend in die luxuriöse Wohnung verreister Mieter in dem von ihr betreuten Haus ein. Ihr Schwiegersohn in spe soll nicht sehen, welch einfacher Herkunft sie und ihre Töchter sind. Während eines Besuch Brandstetters bei seiner Schwiegermutter in spe behauptet sie auch noch, dass ihr verblichener Gatte einst für den Geheimdienst gearbeitet hätte.
Franz, Brandstetters Chauffeur, ist in der Zwischenzeit mit Martha zusammengekommen. Dadurch entsteht auch ein Kontakt zwischen Brandstetters Fahrer und der Frau seines Chefs, Schwägerin Annie. Franz und Annie verstehen sich gut und lachen miteinander. Brandstetter, der nicht von den verwandtschaftlichen Zusammenhängen weiß, sieht die zwei und missversteht diese Situation. In seiner Eifersucht mutmaßt er, dass seine Gattin womöglich eine Affäre mit seinem Chauffeur haben könnte. In einem Zornesanfall plant er daraufhin, sich von Gattin Annie gleich wieder scheiden zu lassen. Die ist angesichts dieses unbegründeten Misstrauens sauer und kehrt erst einmal zu ihrer Mutter zurück. Brandstetter wiederum will seinen Kummer ertränken und geht erst einmal Party machen. Dort begegnet er zufällig Amelie und Martha. Franz stößt hinzu und sieht wiederum, wie seine Martha mit seinem Chef redet, sodass auch er die falschen Schlüsse daraus zieht und sich fürchterlich aufregt. Annie, Martha und Amelie finden sich schließlich im Heim der Mutter ein. Auch Amelie hat mit ihrem Mann Kummer, der untreu geworden ist. Damit herrscht in den Beziehungsgeflechten der Breuer-Töchter mit ihren entsprechenden Männern größte Konfusion. Am nächsten Tag kehrt Brandstetter zurück ins Haus der Portierwitwe Breuer, wo sich die verwirrten Handlungsknoten entzerren lassen und alle Irrtümer aufgeklärt werden. Brandstetter freundet sich mit sämtlichen Mitgliedern der Familie Breuer an. Dann kommt es zur allumfassenden Versöhnung, zwischen Brandstetter und Annie und zwischen Franz und Martha. Auch Amelie findet nunmehr ein neues Glück bei Emil, dem Barmixer, einer alten Flamme von ihr, den sie schon immer geliebt hat.

## Produktionsnotizen
Die drei Portiermädel entstand im Frühjahr 1925, passierte die erste Filmzensur am 15. Mai desselben Jahres und die zweite zwei Wochen darauf. Beide Male wurde eine „entsittlichende“ Moral der Geschichte gerügt. Der mit Jugendverbot belegte Film wurde am 1. August 1925 in Berlins Marmorhaus uraufgeführt. Der Fünfakter besaß nach diversen Kürzungen eine Länge von 2189 Metern. In Österreich lief der Streifen am 10. Oktober 1925 an.
Die Filmbauten gestaltete Robert A. Dietrich.

## Kritiken
Wiens Die Stunde befand: “Ist das eine herzerfrischende Sache! Spielt im Berliner Hinterhaus, ist lustig über die Massen, mit einem Tröpfchen Wehmut; aber so recht die richtigre Mischung.”
Die Arbeiter-Zeitung stellte fest: „Karl [sic!] Boese hat den Film mit Routine inszeniert, Helga Molander spielt sehr gut, Hanni Weiße etwas schwächer, Maly Delschaft aber läßt sich allzusehr gehen. Da hätte der Regisseur doch noch ein Wörtchen dreinreden sollen. Am besten ist Margarete Kupfer. Ihr feistes Kupplerinnengesicht, ihr derb lebenswahres Spiel sind das Echteste und einzig Naturwahre an dem ganzen Film.“